# Eduardo Dato
Eduardo Dato e Iradier GCTE • GCSE (Corunha, 12 de agosto de 1856 – Madrid, 8 de março de 1921) foi um advogado e político da Espanha. Ocupou a presidência do governo de Espanha.
Eduardo Dato foi morto em um atentado, em 8 de março de 1921, quando se dirigia a sua residência, no momento em que passava pela Puerta de Alcalá, por três homens em uma moto com reboque lateral.

## Origem
Nascido na Corunha, único filho de Carlos Dato e Granados com Rosa Lorenza Iradier y Arce, transladou-se para Madrid muito jovem com a sua família.
Estudou na Universidade de Madrid e em 1875, com 19 anos, licenciou-se em Direito Civil e Canônico.

## Inícios na política
Viajou pelo estrangeiro, o que lhe proporcionou uma ampla cultura e o conhecimento de outras línguas. Adquiriu cedo prestígio como advogado, pelos seus dotes oratórios. A reputação profissional do seu bufete madrilenho abriu as portas à alta política, adscrito desde muito jovem ao Partido Conservador de Cánovas del Castillo. Foi eleito deputado às Cortes na última legislatura do reinado Afonso XII. À morte deste, uniu-se às posições de Francisco Romero Robledo, que estava em desacordo com a cessão de poder que Cánovas, o chefe do partido, fazia aos líderes mediante o sistema de turnos. A discussão deste assunto nas Cortes ocasionou a ruptura entre Cánovas e Francisco Silvela e a dissidência de Dato e dum importante setor do partido. 

## Entrada no governo
Morto Cánovas e liquidado o Governo de Sagasta que presidira o Desastre de 1898, Dato ocupou a carteira de Governação no gabinete regeneracionista dirigido por Silvela (1899, 1900). Desde o seu ministério começou a dar forma à primeira legislação laboral programada por um governo da Restauração.
Em 1902 figurou como ministro de Graça e Justiça no gabinete Silvela, que levou às Cortes a Lei de Bases da Administração Local.
Com Antonio Maura como líder do partido, Dato não ocupou carteiras ministeriais durante o governo daquele, 1907-1909, mas desempenhou empregos de importância, como a prefeitura de Madrid e a presidência das Cortes Generales.

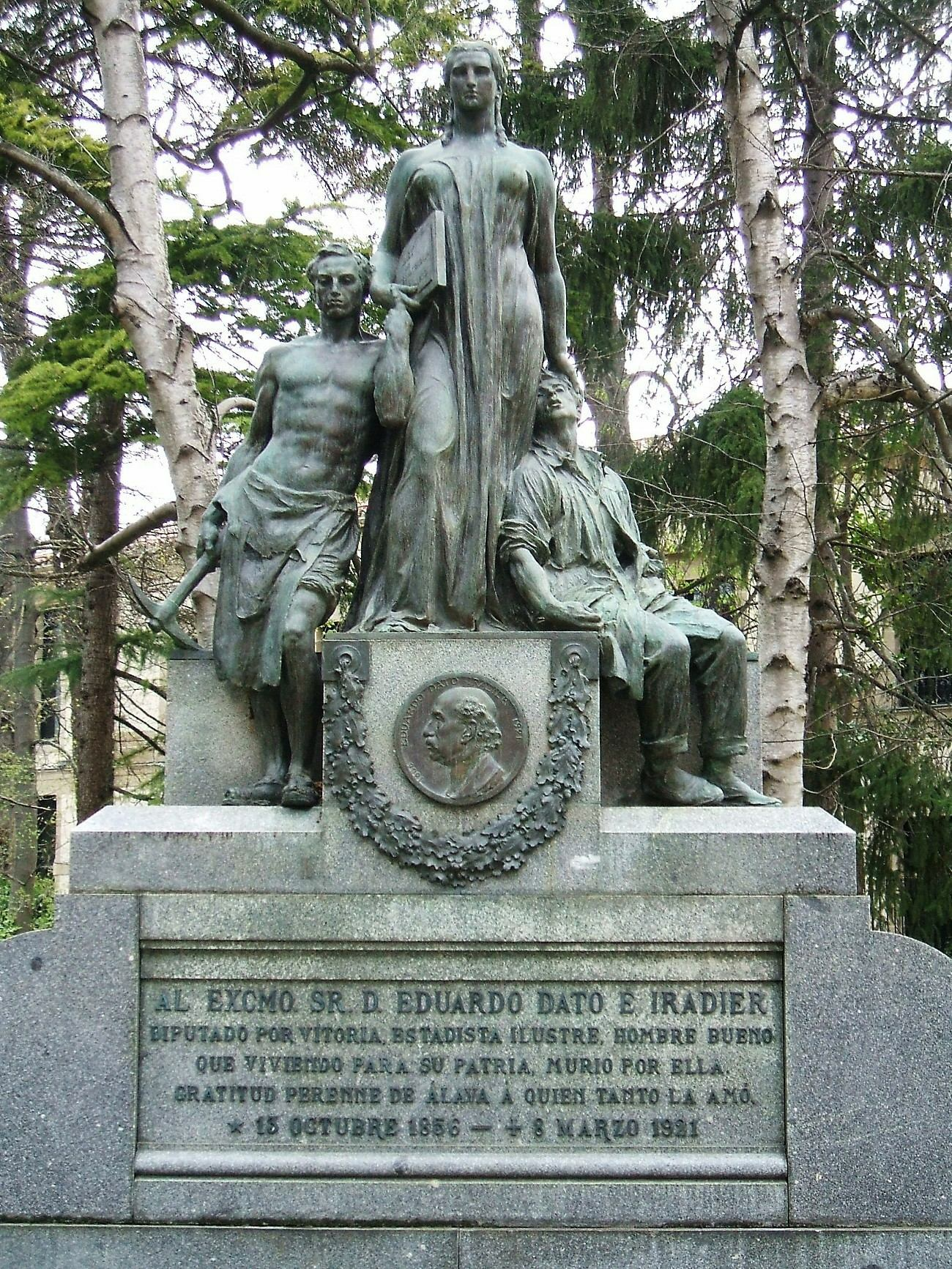
Monumento a Eduardo Dato em Vitória

Após o assassinato de José Canalejas e esgotado o mandato liberal do Conde de Romanones (1912), Dato aceitou a encomenda do rei de formar governo em lugar de Antonio Maura, que pusera condições inaceitáveis para o monarca. Então, o partido cindiu-se entre os "idôneos" (o grupo majoritário) e os "mauristas", mais radicais nas suas concepções.

## Presidente

### Política exterior
Durante o seu mandato como presidente do governo, Dato decretou, após o início da Primeira guerra mundial, a neutralidade da Espanha. Historiadores e economistas valorizam atualmente positivamente este fato. Soube manter Espanha nessa posição de neutralidade durante a I Guerra Mundial, apesar da divisão que se formou no país entre os denominados "germanófilos" e os partidários dos aliados. 

### Política interior
Em política interior, aceitou pacificamente o governo autonomista da Mancomunitat catalã. Depois do biênio liberal de 1915 a 1917 de Romanones, que ganhara as eleições de 1916, voltou ao poder quando se começavam a notar os primeiros sinais de recessão após a bonança dos anos da guerra. Dato legalizou as Juntas Militares que se formaram como reflexo do sindicalismo que começava na sociedade da época e teve de fazer  face à grave agitação política e sindical que se denominou crise de 1917. Em Barcelona, ao mesmo tempo que se reunia a Assembleia de Parlamentares convocada por Francesc Cambó, estourava a greve geral de 1917 com o apoio dos dois grandes sindicatos (UGT e CNT). Perante uma crise social e institucional desta grandeza, Dato não hesitou em recorrer ao exército para sufocar a greve. Para facilitar a saída da crise, o rei substituiu-o por Manuel García Prieto, à frente de um governo de concentração nacional no que também entrou Cambó.

## Última etapa e assassinato
Em 1918 Dato voltou a desempenhar a carteira de Estado num novo gabinete de concentração nacional formado por Antonio Maura. A 22 de Julho de 1919 foi agraciado com a Grã-Cruz da Ordem Militar de Sant'Iago da Espada e a 29 de Dezembro desse ano com a Grã-Cruz da Ordem Militar da Torre e Espada, do Valor, Lealdade e Mérito de Portugal. Nos críticos do pós-guerra, presidiu o governo de 1921 quando o ambiente em Barcelona entre patronal e centrais sindicais se tornava mais difícil. O seu apoio à repressão da subversão social e à chamada Lei de fugas tornaram-no em alvo do extremismo anarquista.
Foi assassinado por mais de 20 tiros a 8 de março de 1921 num atentado levado a cabo pelos militantes anarquistas Pedro Mateu Cusidó, Luis Nicolau Fort e Ramón Casanellas Lluch, na Puerta de Alcalá de Madrid. Não era o primeiro magnicídio de um presidente de governo espanhol. Em 1912 fora assassinado José Canalejas, em 1897 Antonio Cánovas del Castillo e em 1870 Juan Prim y Prats.
Eduardo Dato tem dedicado o nome da rua principal de Vitoria-Gasteiz. Também têm rotuladas ruas na sua honra Saragoça e Sevilha

## Obra e ideologia
Como jurisconsulto foi diretor da Revista General de Legislación y Jurisprudencia.
A nota fundamental da sua carreira política foi a firmeza das suas convicções (mas flexível e correto), a sua lealdade à dinastia Bourbônica e a sua defesa da lei.
Iniciador de reformas sociais, preocupou-se pelo trabalho feminino e infantil. Foi o criador do Ministério do Trabalho, legislando sobre os acidentes laborais e sobre a ascensão na magistratura por antiguidade.

## Distinções
Eduardo Dato foi membro da Academia das Ciências Morais e Políticas a partir de 1910 e membro permanente do Tribunal Internacional da Haia, do qual foi eleito vice-presidente em 1913. 
Recebeu as seguintes condecorações: o colar da Real Ordem de Carlos III, de mãos do rei da Espanha, e a Cruz da Ordem de São Gregório Magno e Casto de Portugal. Como homenagem póstuma, o rei Afonso XIII conferiu o ducado de Dato à sua viúva e, depois, à sua filha primogénita e herdeira.

## Família
Casado com María del Carmen Barrenechea y Montegui, 1.ª duquesa de Dato, com a que teve três filhas:
- Isabel Dato y Barrenechea, 2.ª duquesa de Dato.
- María del Carmen Dato y Barrenechea, 3.ª duquesa de Dato.
- María de la Concepión Dato y Barranechea.